# Dolo (Itália)
Dolo é uma comuna italiana da região do Vêneto, província de Veneza, com cerca de 14.411 habitantes. Estende-se por uma área de 24 km², tendo uma densidade populacional de 600 hab/km². Faz fronteira com Campagna Lupia, Camponogara, Fiesso d'Artico, Fossò, Mira, Pianiga, Stra.

## Demografia
| Variação demográfica do município entre 1861 e 2011                               |
|                                                                                   |
| Fonte: Istituto Nazionale di Statistica (ISTAT) - Elaboração gráfica da Wikipedia |

## Monumentos

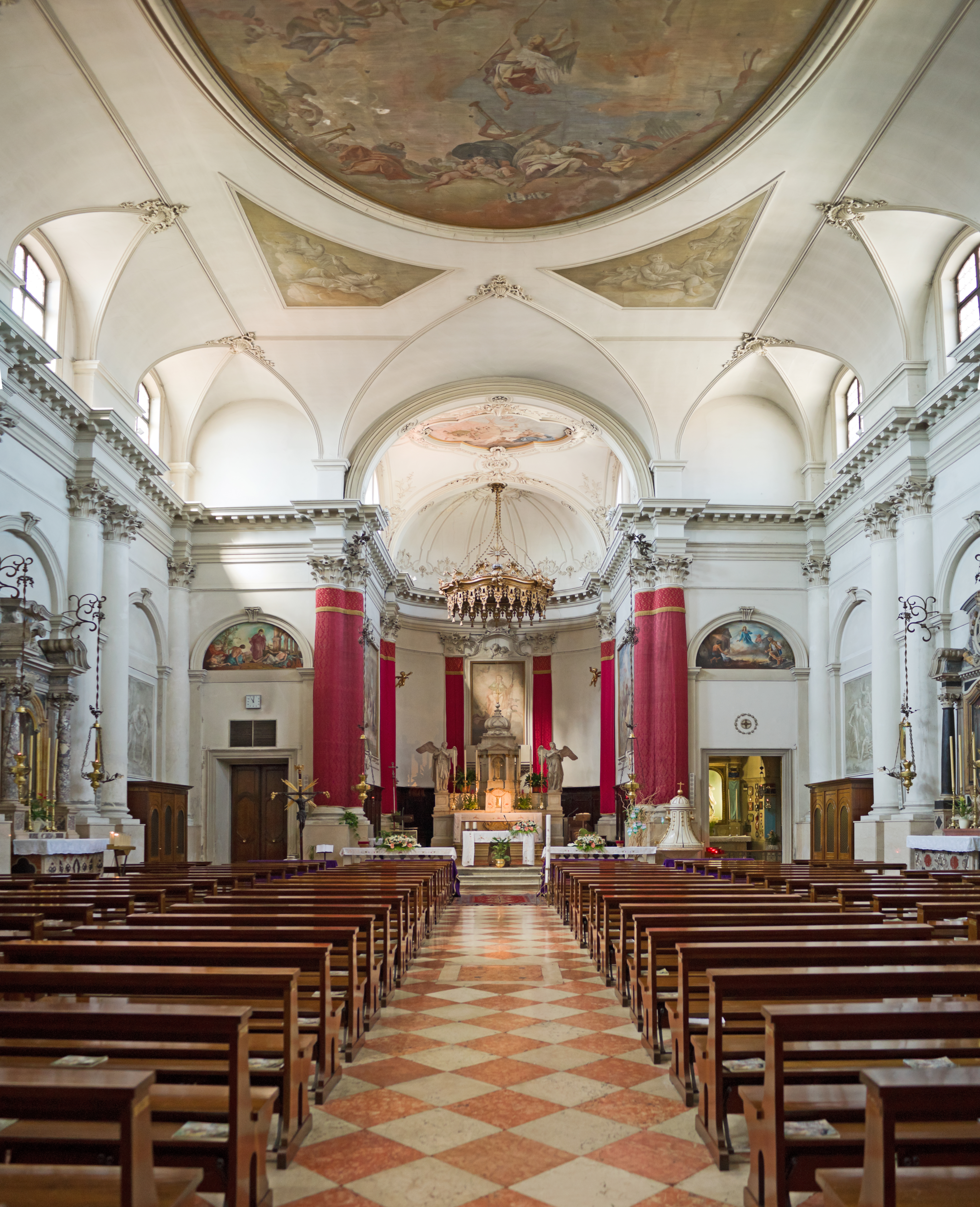
San Rocco
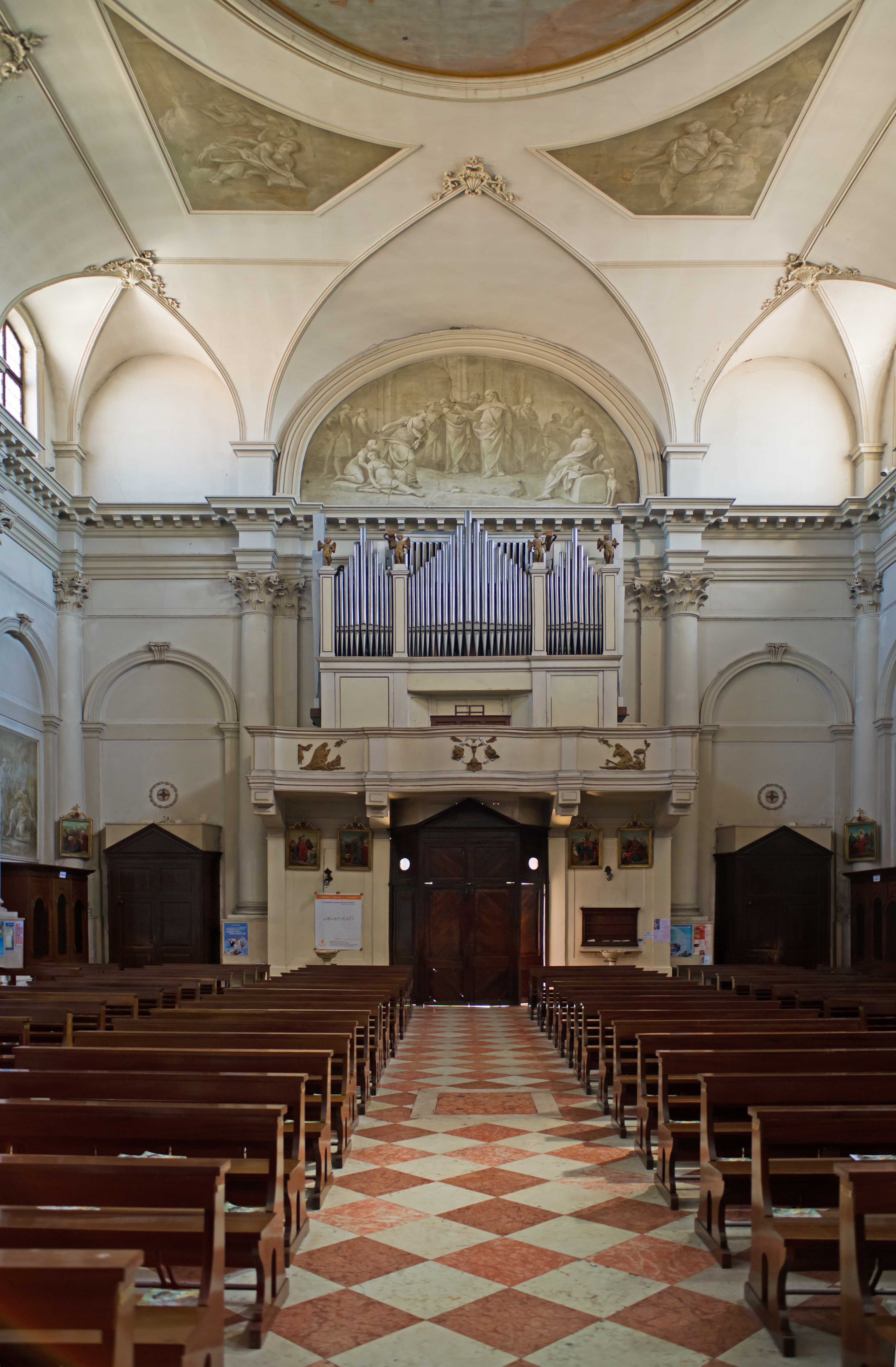
San Rocco - órgão
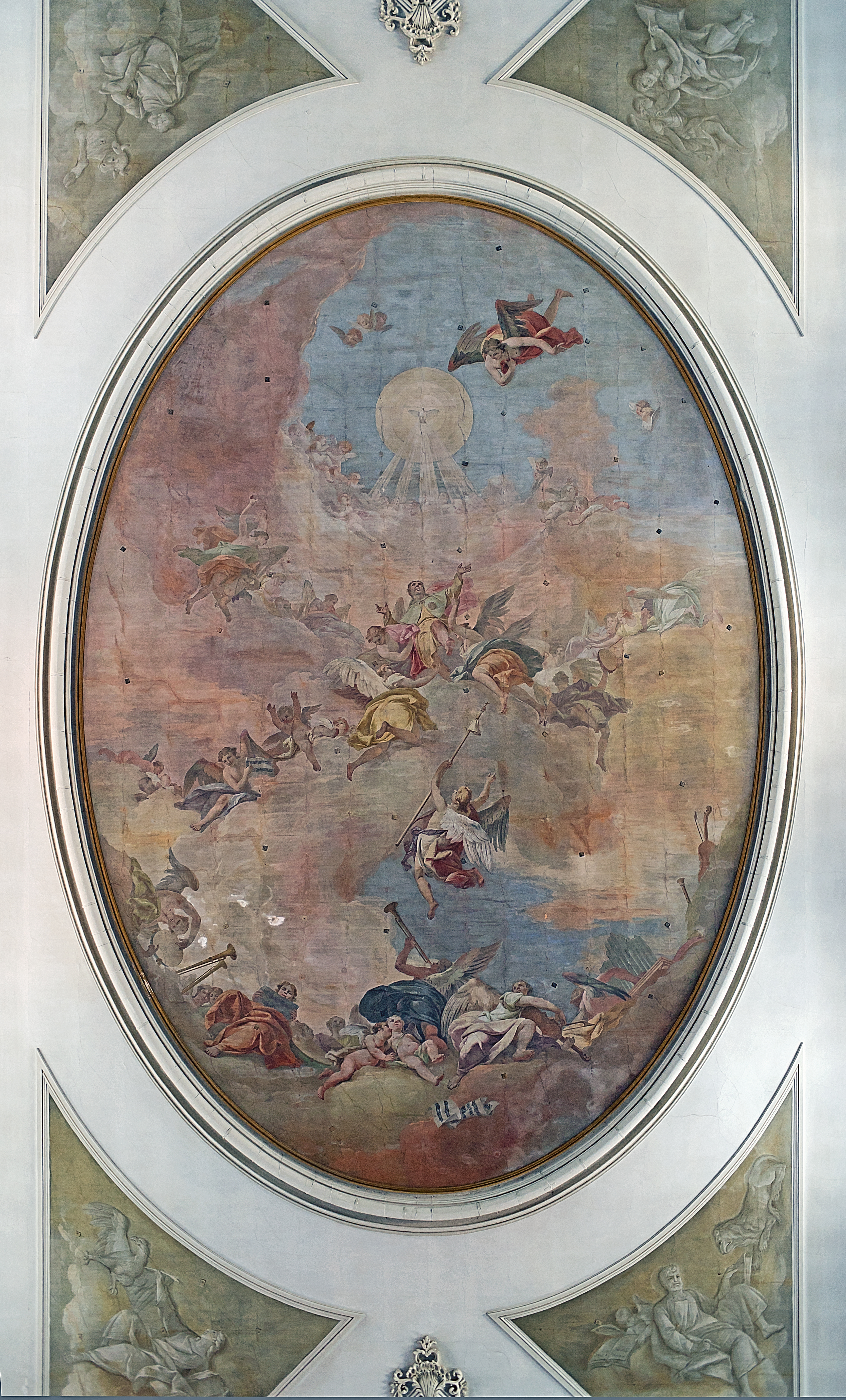
San Rocco - o teto Central
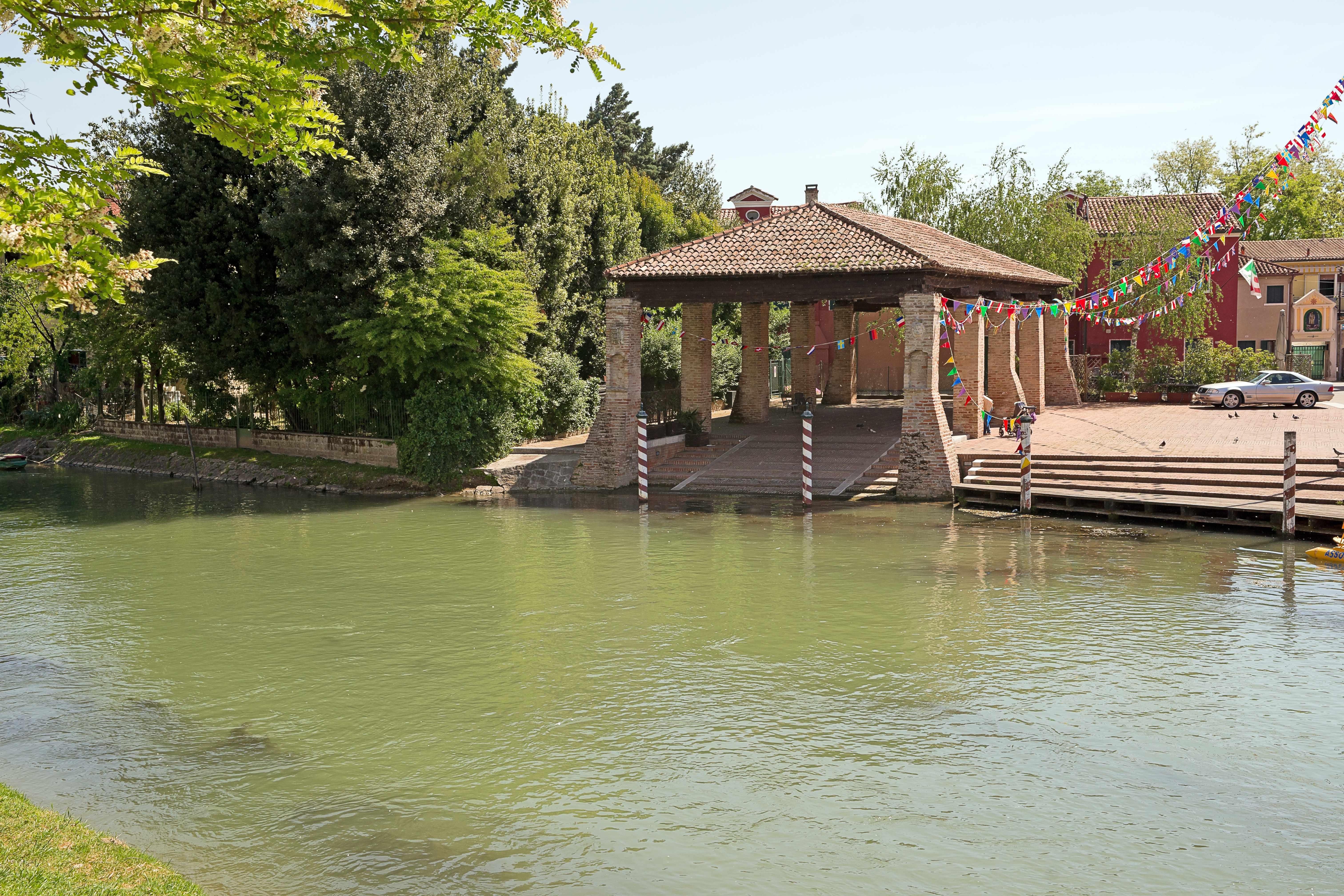
Pier de barcos ("Squero") do século XVI.